# Hamburg Freezers
Hamburg Freezers (ang. freezer - pol. zamrażarka, oficjalny skrót HHF) - nieistniejący niemiecki klub hokejowy z siedzibą w Hamburgu.
Zespół został bezpośrednim następcą klubu München Barons, który po sezonie 2001/02 przeniósł się do Hamburga. Po sezonie 2015/2016 władze klubu z Hamburga wycofały zespół rozgrywek DEL.

## Dotychczasowe nazwy klubu
- München Barons (1999–2002)
- Hamburg Freezers (2002-2016)

## Sukcesy

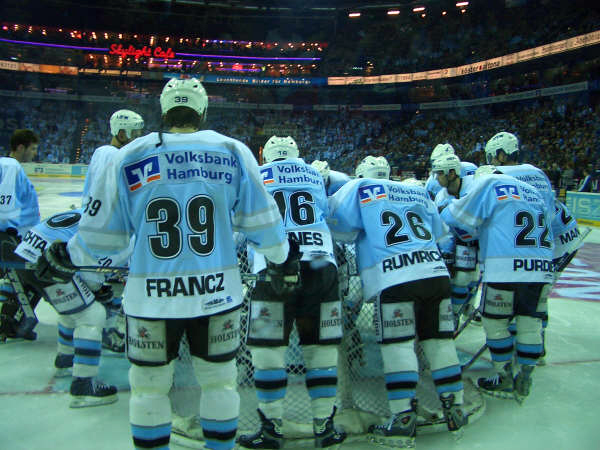
Zawodnicy klubu

- Półfinał Mistrzostw Niemiec: 2004
- Brązowy medal mistrzostw Niemiec: 2004